# Hans-Jürgen Greschat
Hans-Jürgen Greschat (* 3. März 1927 in Insterburg, Ostpreußen; † 13. Januar 2022 in Marburg) war ein deutscher Religionswissenschaftler.

## Leben
Nach einer durch den Zweiten Weltkrieg unterbrochenen kaufmännischen Lehre und der Flucht aus Ostpreußen verlegte Hans-Jürgen Greschat seinen Lebensmittelpunkt nach Frankfurt am Main. In Wiesbaden legte er bei einer Sonderprüfung das Abitur ab. Hiernach begann er Theologie zu studieren, zunächst zwei Semester in Frankfurt. Anschließend studierte er Evangelische Theologie und Religionsgeschichte, vertreten durch Friedrich Heiler, an der Universität Marburg. Mit einer Untersuchung über Kitawala: Ursprung, Ausbreitung und Religion der Watch-Tower-Bewegung in Zentralafrika wurde er 1966 bei Ernst Dammann an der Universität Marburg zum Dr. theol. promoviert. Von 1966 bis 1972 war er wissenschaftlicher Assistent von Dammann. Mit einer Arbeit über Westafrikanische Propheten erfolgte 1971 an der Universität Marburg die Habilitation für Religionsgeschichte.
Von 1972 bis 1989 war Hans-Jürgen Greschat Professor für Religionswissenschaft (Religionsgeschichte) an der theologischen Fakultät der Universität Marburg. Einer seiner Forschungsschwerpunkte war der Buddhismus. Sein Buch Die Religion der Buddhisten wurde zum Standardwerk. Er war Mitherausgeber der Buchreihen „Africana Marburgensia“ und „Marburger Studien für Afrika und Asienkunde“.

## Schriften (Auswahl)
- Kitawala: Ursprung, Ausbreitung und Religion der Watch-Tower-Bewegung in Zentralafrika. Elwert, Marburg 1967.
- Westafrikanische Propheten. Morphologie einer religiösen Spezialisierung. Universitätsbibliothek, Marburg 1974.
- Die Religion der Buddhisten E. Reinhardt, München und Basel 1980, ISBN 3-497-00896-6.
- Was ist Religionswissenschaft?. Kohlhammer, Stuttgart 1988, ISBN 3-17-010023-8.
- Vom Sammeln himmlischer Schätze. In: Christoph Elsas und andere (Hrsg.): Tradition und Translation. Zum Problem der interkulturellen Übersetzbarkeit religiöser Phänomene. Festschrift für Carsten Colpe zum 65. Geburtstag. de Gruyter, Berlin 1994, ISBN 3-11-013930-8, S. 84–95.
- Die Sache Religion in religionswissenschaftlicher Sicht. Wie Religion erforscht, erlebt, gelebt wird. EB-Verlag, Schenefeld 2008, ISBN 978-3-936912-81-4.
- Unterwegs zu fremden Religionen. Verlag Blaues Schloss, Marburg 2015, ISBN 978-3-943556-42-1.